# Nanamonodes
Nanamonodes is een geslacht van vlinders van de familie uilen (Noctuidae), uit de onderfamilie Acontiinae.

## Soorten
- N. albilinea Hampson, 1914
- N. trilineata Schaus, 1914